# Biotopo I Mughi
Il Biotopo I Mughi è un'area naturale protetta del Trentino-Alto Adige istituita nel 2003.
Occupa una superficie di circa 11 ha nel territorio del comune di Pieve Tesino (Provincia autonoma di Trento)..
Il biotopo comprende diverse torbiere i boschi e i prati circostanti, il toponimo è riconducibile alla presenza, piuttosto insolita a quote basse, di diversi pini mughi.
L'area in cui si trova il biotopo è stata dichiarata sito di interesse comunitario e zona di protezione speciale con la denominazione "I Mughi" (IT3120032).

## Fauna
Popola l'area una numerosa fauna tra la quale si annoverano diversi tipi di mammiferi come la lepre comune, la lepre alpina, la volpe, martora, il tasso e i caprioli, tra gli anfibi spiccano la salamandra e il tritone alpestre. Vi nidificano alcune specie di rapaci quali l'astore, lo sparviere, l'allocco e la civetta capogrosso oltre a numerosi passeriformi.